# Cöln-Mindener Eisenbahngesellschaft
De Köln-Mindener Eisenbahn-Gesellschaft (vroeger ook geschreven als Cöln-Mindener Eisenbahn-Gesellschaft, korte vorm dus meestal CME) behoorde met de Bergisch-Märkische Eisenbahn-Gesellschaft (BME) en de Rheinische Eisenbahn-Gesellschaft (RhE) tot de grote spoorwegmaatschappijen die het Ruhrgebied en grote delen van wat nu Noordrijn-Westfalen is, per spoor ontsloten vanaf het midden van de 19e eeuw.

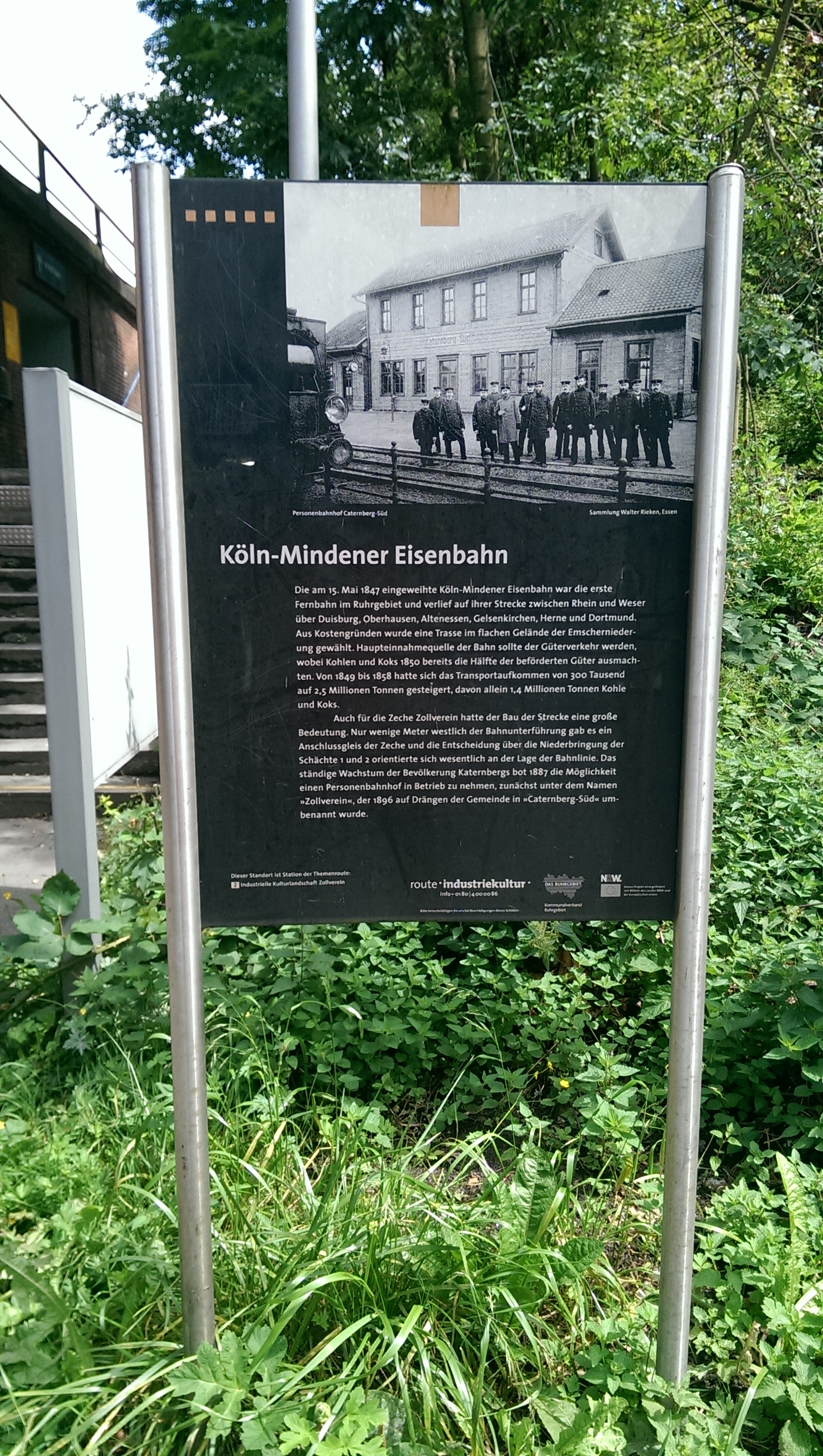
Bewegwijzering industrieel erfgoedroute bij station Essen-Katernberg Süd

| Spoorwegnet van de Köln-Mindener Eisenbahn-Gesellschaft | Spoorwegnet van de Köln-Mindener Eisenbahn-Gesellschaft |
| ------------------------------------------------------- | ------------------------------------------------------- |
|                                                         |                                                         |
| Stammstrecke                                            | 1845–47                                                 |
| Hollandstrecke                                          | 1854–1856                                               |
| Deutz-Gießener Eisenbahn                                | 1859–62                                                 |
| Hamburg-Venloer Bahn                                    | 1870–74                                                 |
| Emschertalbahn                                          | 1866–78                                                 |
| Bocholter Bahn                                          | 1878                                                    |
| Strecke Herford–Detmold                                 | 1879/80                                                 |

## Stichting
De Cöln-Mindener Eisenbahn-Gesellschaft werd in 1843 in Keulen opgericht om een spoorlijn aan te leggen tussen het Rijnland, dat in 1815 Pruisisch was geworden, en de Noord-Duitse zeehavens en de Pruisische hoofdstad Berlijn. Vanaf de jaren 1830 hadden verschillende spoorwegcomités in de steden Düsseldorf, Keulen en Aken met elkaar en met de Pruisische regering geworsteld om tot een oplossing te komen. Alle inspanningen van alle betrokkenen waren gericht op het omzeilen van de Nederlandse Rijntol, waardoor de in- en uitvoer van goederen die over de Rijn werden vervoerd aanzienlijk duurder werd.
Enkele van de Keulse commissieleden onder leiding van David Hansemann en de commissie van Aken spraken zich uit voor een spoorlijn door België, dat in 1830 onafhankelijk was geworden, naar de zeehaven Antwerpen. Ze richtten op 9 juli 1837 in Keulen de Rijnlandse Spoorwegmaatschappij op en begonnen met de aanleg van de spoorlijn van Keulen via Aken naar de Belgische grens, die in delen in gebruik werd genomen van 1839 tot 1843.
De overige belanghebbende partijen zagen meer voordelen in een verbinding tussen het Rijnland en de Wezer met een eindpunt in Minden om van daaruit een verbinding per schip naar de zeehaven van Bremen te gebruiken. Tegelijkertijd propageerden geïnteresseerden uit het Koninkrijk Hannover een treinverbinding via Hannover, Braunschweig, Magdeburg naar Berlijn.
Het Koninkrijk Pruisen nam 1/7 van het aandelenkapitaal over toen het bedrijf werd opgericht. Eduard Kühlwetter was directeur van 1844 tot 1889.

## Spoorbouw

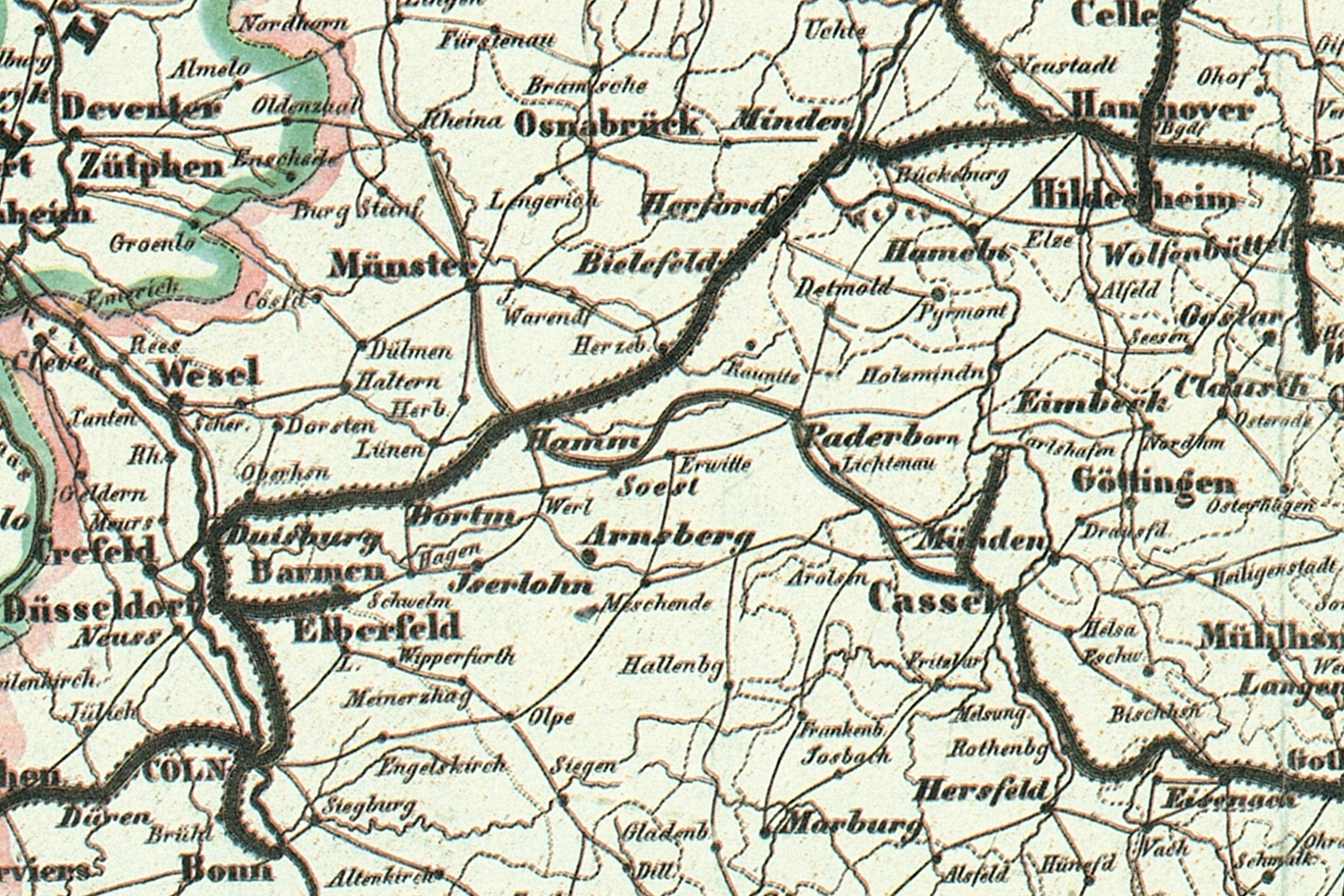
hoofdlijn van de spoorwegmaatschappij Keulen-Minden op de Duitse spoorwegkaart 1849

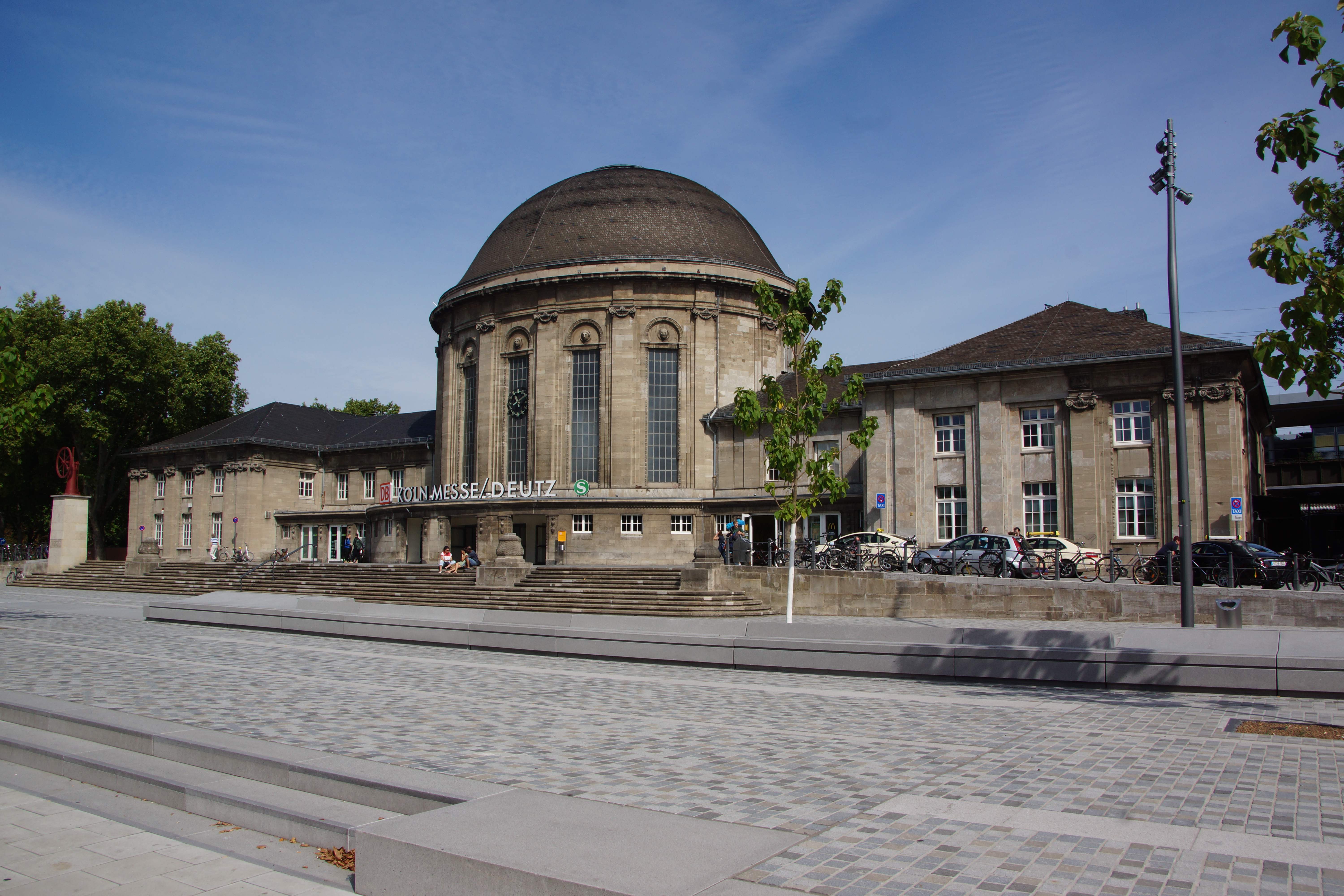
Station Keulen Messe Deutz

### Hoofdroute Keulen–Minden
Er werden langere onderhandelingen gevoerd over de route tussen Keulen en Dortmund. Geïnteresseerden uit het Bergische Land en uit het industriegebied in het Wuppertal wilden daar een route door de heuvels. Dit werd echter door het bedrijf afgewezen omdat de kosten voor de benodigde kunstwerken te hoog waren. Een rapport van de zakenman en bankier uit Aken David Hansemann gaf de doorslag om de route via Düsseldorf, Duisburg en het huidige Ruhrgebied te rijden en het Wuppertal te omzeilen. Hansemann had de Bergische route als economisch belangrijker beschouwd, maar gaf om kostenredenen de voorkeur aan de andere route.
Op 18 december 1843 ontving de Keulen-Mindener Spoorwegmaatschappij de Pruisische concessie voor het traject van Deutz via Mülheim am Rhein, Düsseldorf , Duisburg, Oberhausen, Altenessen, Gelsenkirchen, Wanne, Herne en Castrop-Rauxel naar Dortmund en verder via Hamm, Oelde, Rheda, Bielefeld en Herford naar Minden. Bij deze route is gekozen voor de goedkopere variant, die het Bergisches Land naar het noorden omzeilt.
Het eerste deel tussen Deutz en Düsseldorf werd geopend op 20 december 1845 en het tweede naar Duisburg op 9 februari 1846. Het jaar daarop werd Hamm op 15 mei via Dortmund bereikt en op 15 oktober 1847 was de gehele 263 kilometer lange route naar Minden aanvankelijk enkelsporig. Op dezelfde dag werd de Spoorlijn Hannover - Minden van de Koninklijke Hannoveraanse Staatsspoorwegen in gebruik genomen. Zo werd een van de grote spoorlijnen voorgesteld door Friedrich List, waarvoor Friedrich Harkort ook had gepleit, gerealiseerd.

#### Schildescherviaduct
Een opvallende brugconstructie in de loop van de hoofdlijn is het viaduct in de wijk Bielefeld-Schildesche. De oorspronkelijke structuur werd voltooid in 1847 twee sporen met 28 bogen. In 1917 werd als onderdeel van de viersporige uitbreiding van de lijn een grotendeels identieke brug ernaast geplaatst. Na zware schade in de Tweede Wereldoorlog werd het passagiersverkeer tot 1965 omgeleid via een omleidingsroute, de zogenaamde "rubberspoorlijn".

#### Verbindingssporen
De mijnbouw, die met haar kolentransporten al snel het toenmalige treinverkeer zou domineren, zocht nu aansluiting op de laadstations op dit nieuwe traject, waarvan sommige lange emplacementen waren. Een CME-jaarrapport uit 1872 bevat een tabel met meer dan 100 zijsporen. Sommige zijn maar een paar 100 meter lang, maar de meeste zijn tot wel 10 kilometer lang. Slechts zes verbindingsroutes waren eigendom van de CME. Meer dan 25 werden geëxploiteerd met paardentractie, waarbij de wageons werden bewogen door mensen- en paardenkracht.

#### Traject Ruhrort–Homberg
Tijdens zijn bijna veertigjarige bestaan bleef de CME grotendeels beperkt tot langeafstandsverkeer. Slechts in enkele gevallen bouwde men kortere verbindingslijnen, zoals b.v. in 1848 naar de havens in Duisburg en (Duisburg-)Ruhrort.
Terwijl de lijn nog in aanbouw was, had het bedrijf contact opgenomen met de Ruhrort-Crefeld-Kreis Gladbacher Eisenbahngesellschaft over een verbinding over de Rijn. Deze gesprekken leidden op 29 maart 1849 tot een contract tussen de twee spoorwegmaatschappijen voor het opzetten van een veerdienst voor treinwagons. Het veer kwam op 12 november 1852 in exploitatie.

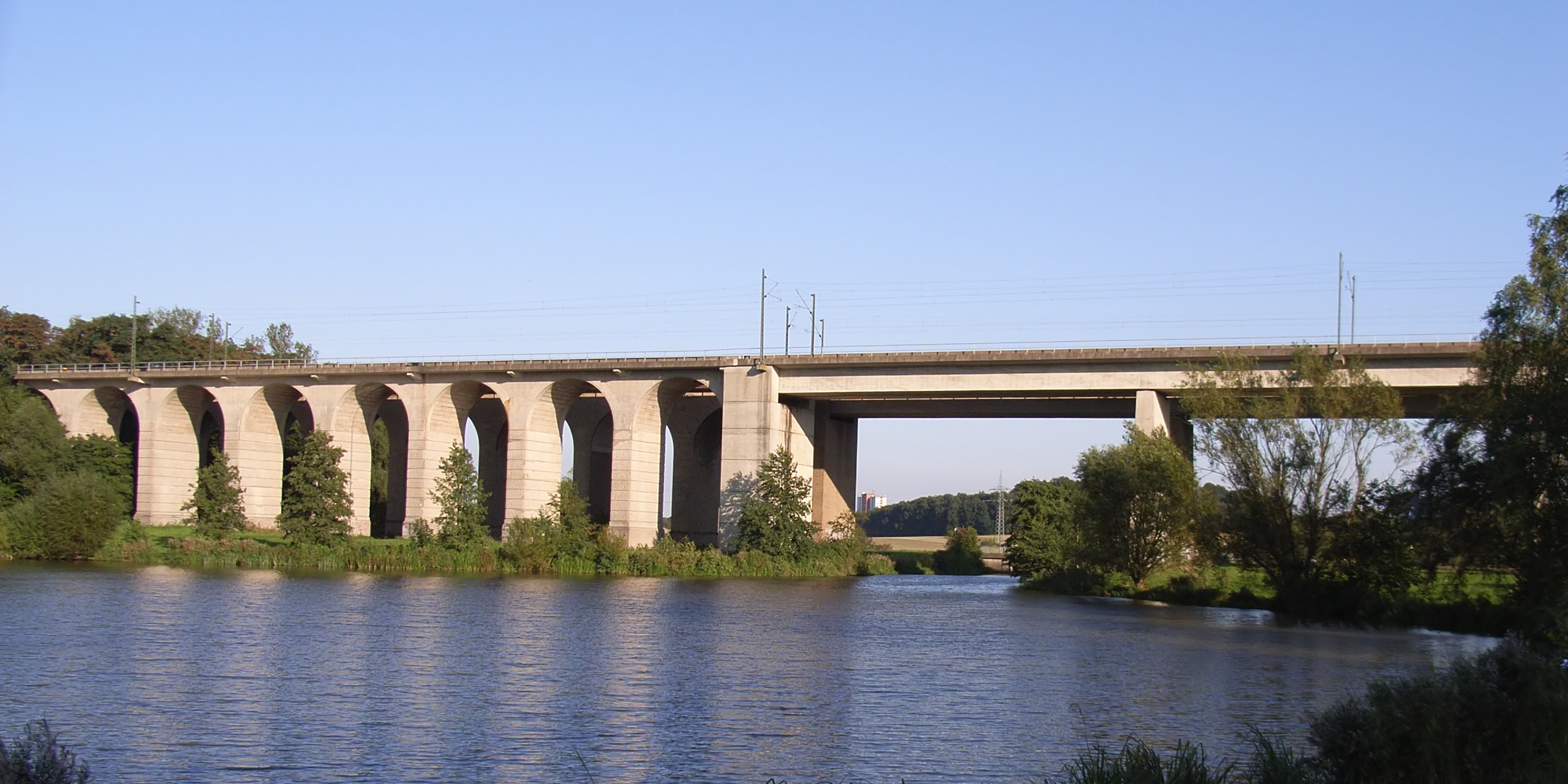
Viaduct bij Bielefeld-Schildesche
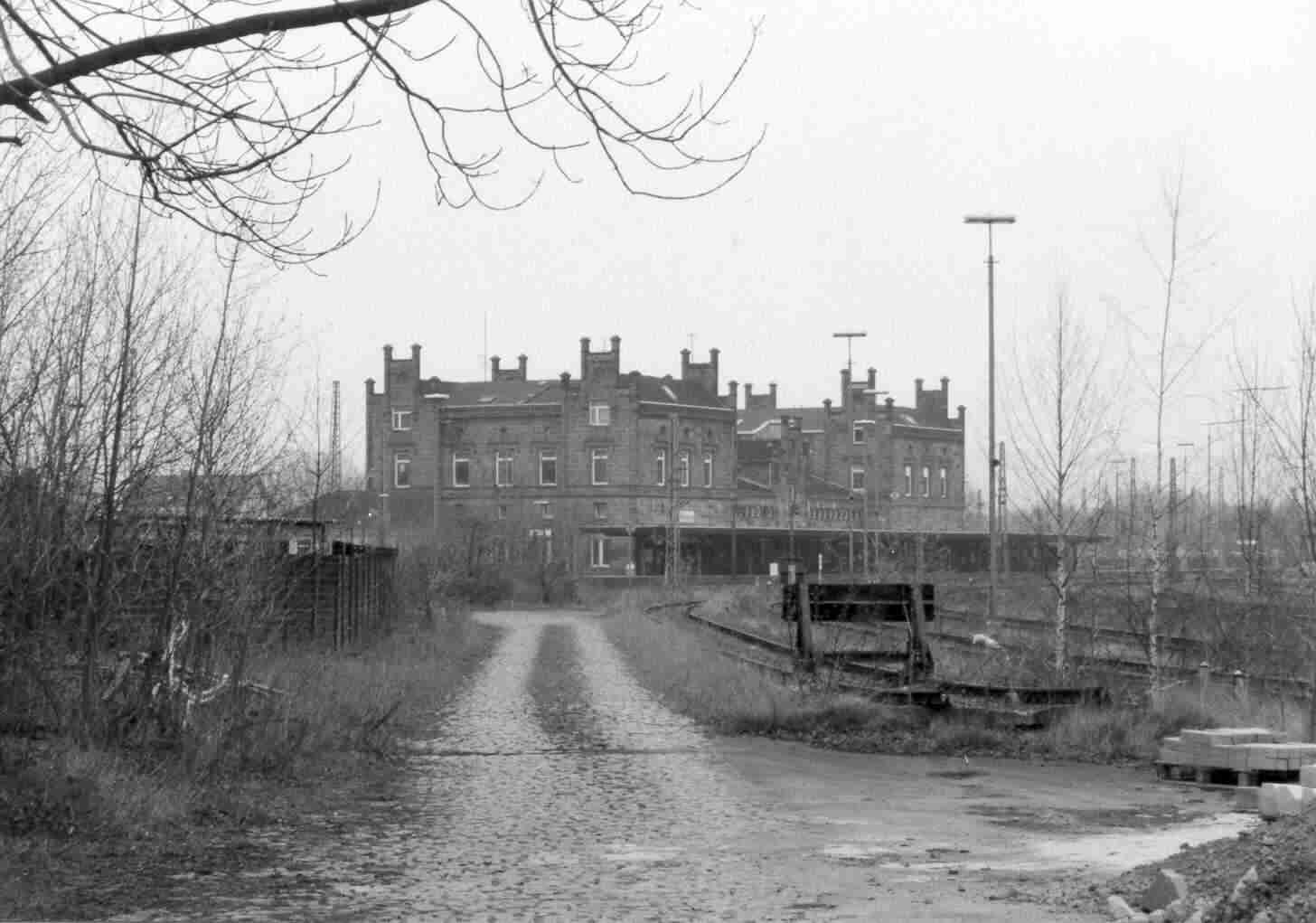
Station Kamen
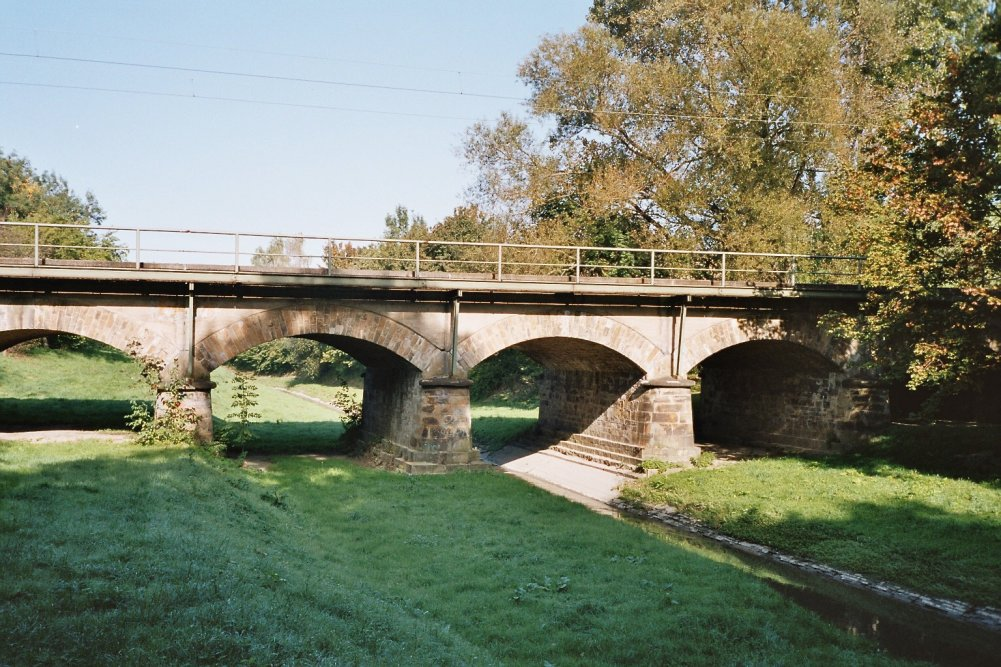
Brug over de Sekese
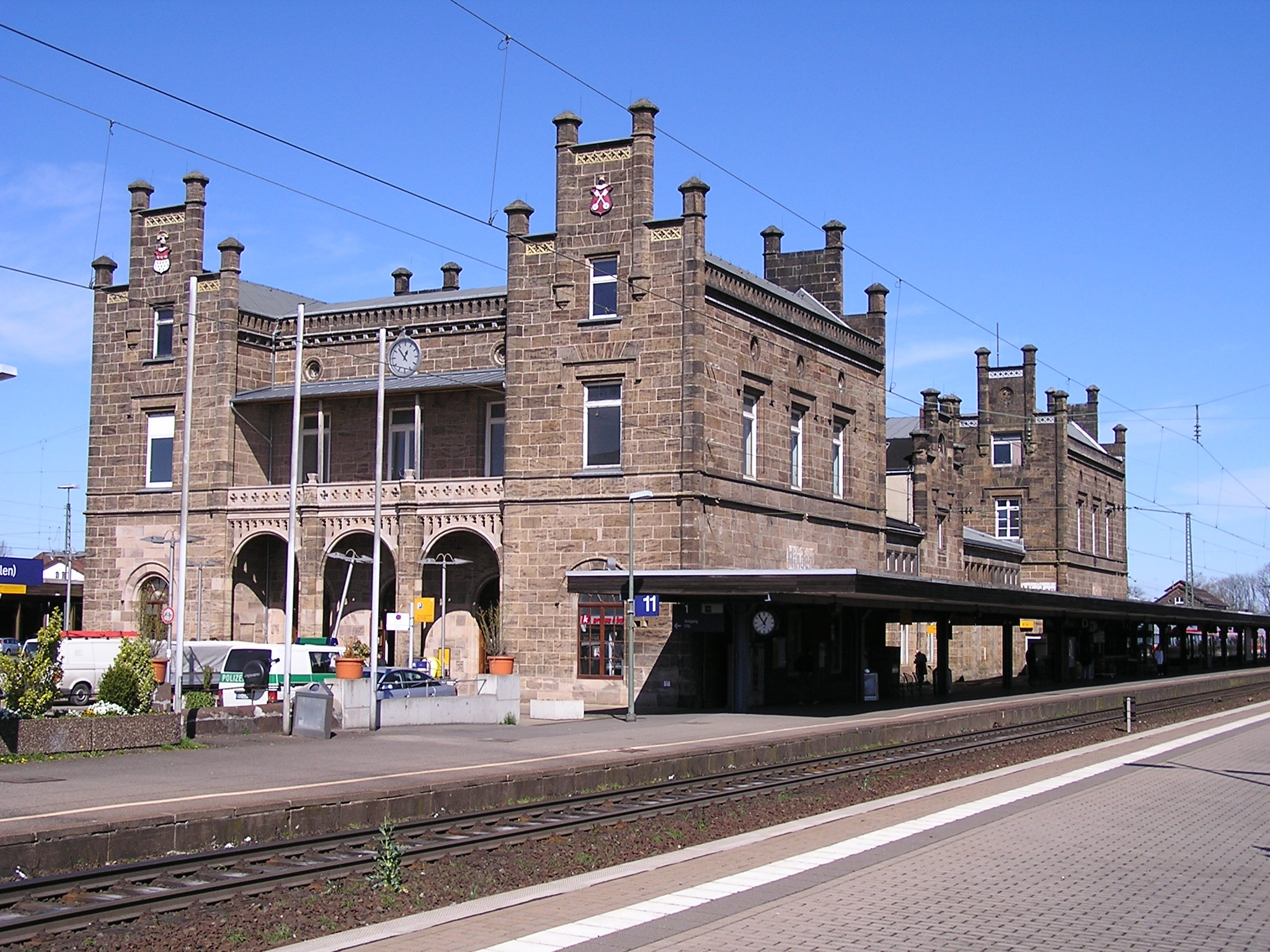
Station Minden in 2007

### Dombrug van Keulen

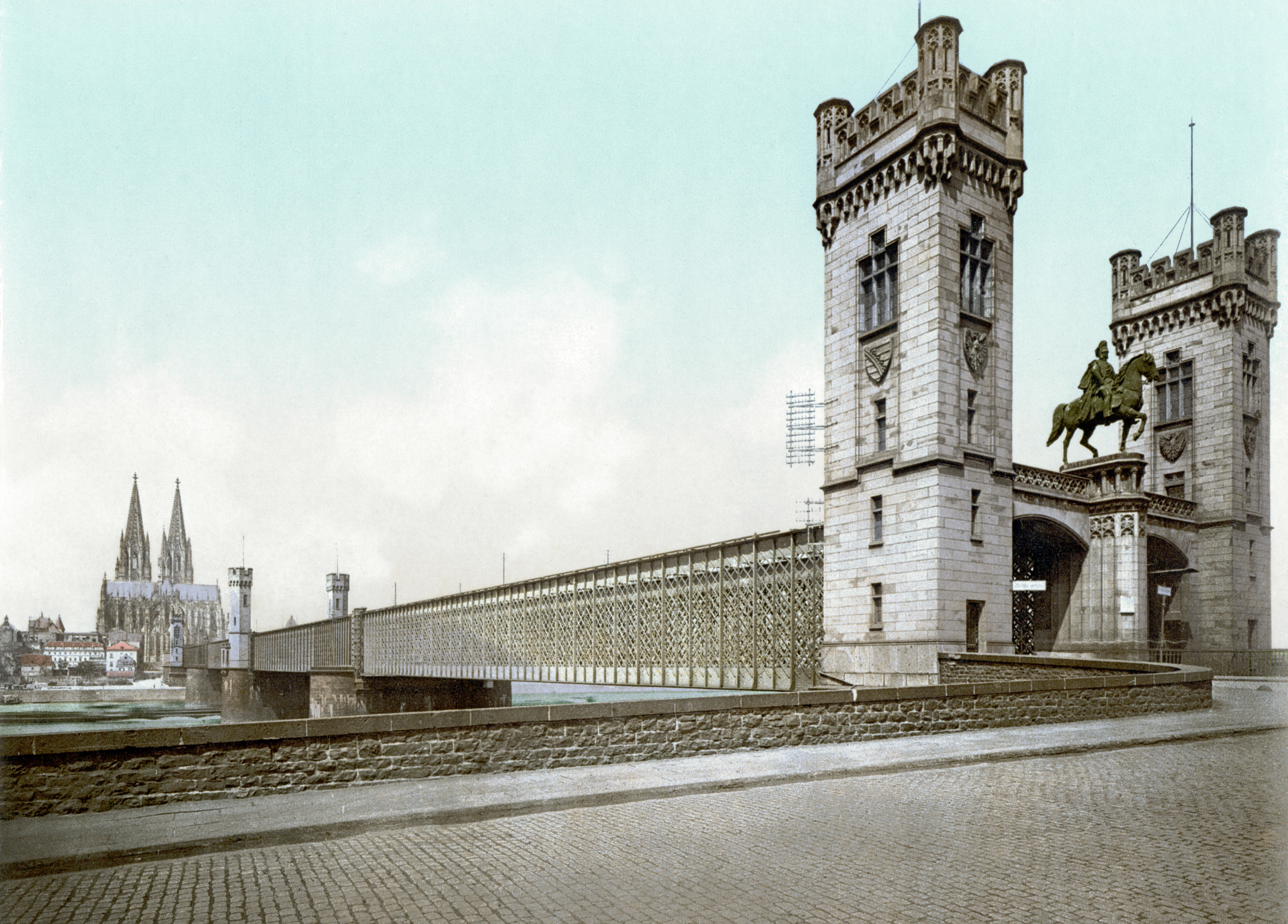
Dombrug bij Keulen 1890-1905

Vanaf het begin van de jaren 1850 werd de maatschappij door de Pruisische staat onder druk gezet om een spoorbrug te bouwen over de Rijn bij Keulen. In 1847 benaderde de Keulse gemeenteraad ook koning Friedrich Wilhelm IV van Pruisen met hetzelfde verzoek, die via het ministerie van Handel, Industrie en Openbare Werken de Pruisische hoofdarchitect Karl Lentze de opdracht gaf de uitwerking uit te voeren. Omdat men de statica voor bruggen met overspanningen van meer dan 100 meter op dat moment nog niet onder de knie had, was de brug aanvankelijk alleen gepland voor het oversteken van individuele wagens die door paarden zouden worden getrokken. Dit werd gedaan om te voorkomen dat de lading twee keer opnieuw moest worden geladen bij gebruik van de veerboten of wagons.
Tijdens de bouw van 1855 tot 1859 werd uiteindelijk gekozen voor een dubbelsporige brug met locomotiefverkeer, die op de westelijke oever een draaibrug kreeg om de verbinding in geval van oorlog te kunnen onderbreken. Dit was een vereiste van het leger, dat toestemming moest geven voor alle brugprojecten. Voorbeeld waren de spoorbruggen over de Weichsel bij Dirschau en over de Nogat bij Mariënburg, die beide in 1857 in gebruik werden genomen voor de Pruisische Oostspoorlijn. Dit waren liggerbruggen met overspanningen van 131 en 101 meter. Het werd gebouwd onder leiding van Hermann Lohse, die al de spoorbruggen bij Dirschau en Marienburg had gebouwd en later voor het bedrijf de eerste spoorwegovergang van de Elbe bij Hamburg bouwde.
Nadat de eerste steen was gelegd door koning Friedrich Wilhelm IV, begon de bouw. Begonnen op 3 oktober 1855. Het werd in 1859 geopend als de tweede spoorbrug over de Rijn, samen met een tegelijkertijd gebouwde verkeersbrug. De eerste spoorbrug over de Rijn was de Duits-Zwitserse Rheinbrücke Waldshut-Koblenz, voltooid in hetzelfde jaar, die nog steeds in gebruik is. Het heeft echter slechts overspanningen van maximaal 52 meter.

### Route via Nederland
Met de "Holland route" van Oberhausen via Wesel en Emmerich naar de Duits/Nederlandse grens bij Elten en verder naar Arnhem werd de volgende 73 km lange spoorlijn aangelegd. Het werd in secties in gebruik genomen van 15 februari tot 20 oktober 1856. Op het traject van Emmerich tot aan de grens liet de CME de exploitatie aan de Nederlandsche Rhijnspoorwegmaatschappij (NRS).
Er waren vertragingen in de routeplanning in Wesel. Hier stelden de militairen eisen hoe en op welk punt de spoorlijn door de vesting Wesel mocht lopen. Forten moesten worden gebouwd bij de Lippe-brug en in de buurt van het treinstation van Wesel.

### Deutz-Gießen-spoorweg
In 1859/62 bouwde de Köln-Minden-spoorlijn ook de 183 kilometer lange Spoorlijn Keulen - Gießen van Deutz naar de ertsmijnen in Siegerland via Betzdorf, Dillenburg en Wetzlar naar Gießen met een aftakking naar Siegen. In het Opper-Hessische Gießen was het verbonden met de Groothertogelijke Hessische Staatsspoorwegen.
Voor de aanleg van de route waren 26,5 miljoen daalders nodig. Vanwege de speciale routeomstandigheden werden de bouwkosten hier berekend op 1.088.226 daalders per mijl, terwijl ze voor de hoofdlijn slechts 782.611 daalders per mijl waren.

### Spoorlijn Parijs - Hamburg of Hamburg - Venlo

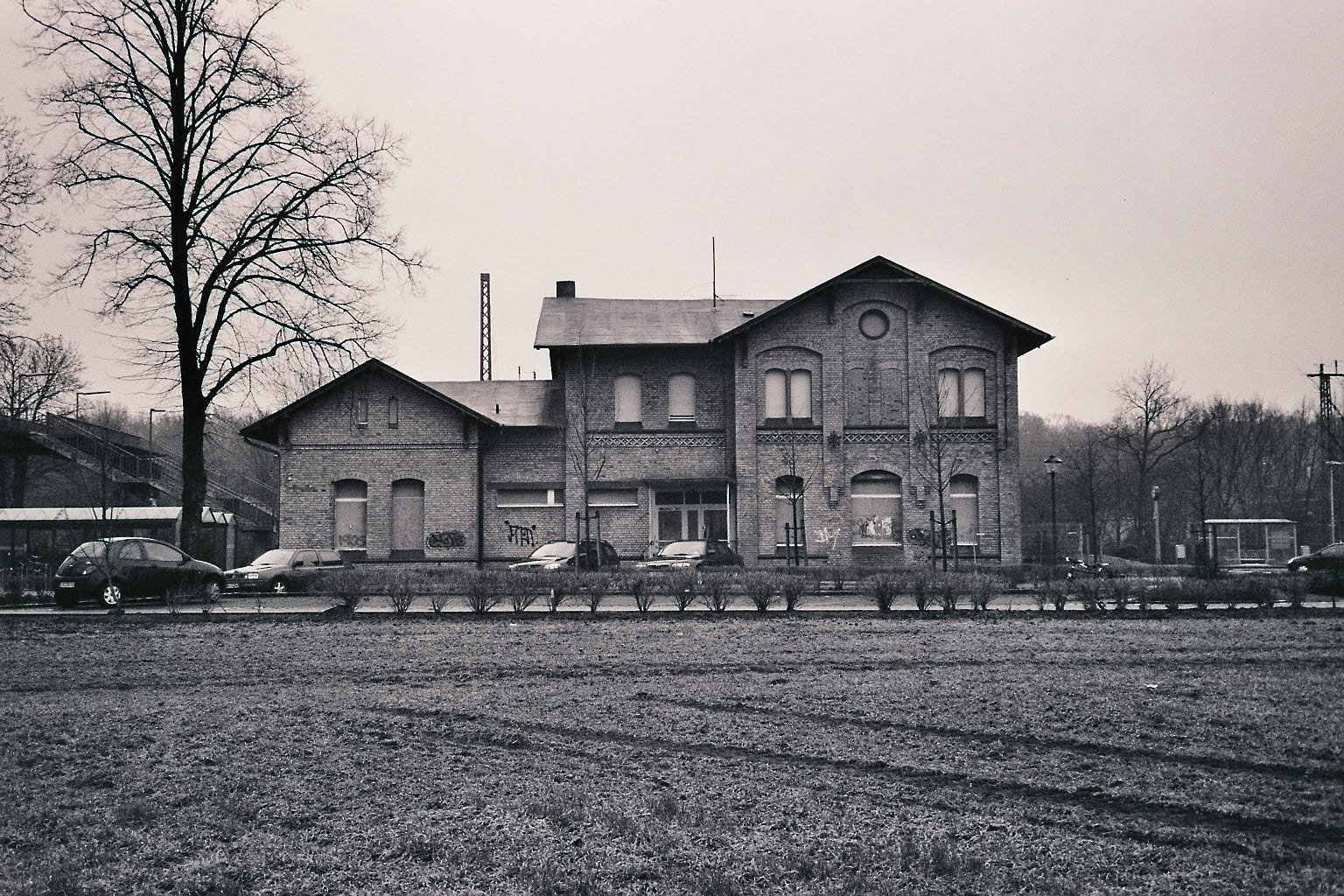
Station Appelhuelsen op de Hamburg-Venloer Bahn; in vervallen staat sinds de jaren negentig, gesloopt rond 2010

Aan het einde van de jaren 1860 kwam het grootste project van de spoorwegmaatschappij Keulen-Minden tot stand. Een Franse maatschappij wilde een verbinding van Parijs naar Hamburg realiseren, de Paris-Hamburger Bahn. De Pruisische regering wilde dat het in Duitsland gelegen deel van de verbinding door een Pruisische spoorwegmaatschappij werd beheerd. De CME won de aanbesteding voor het ongeveer 550 kilometer lange tracé dat toen Hamburg-Venloer Bahn heette tegen zijn concurrent, de Rheinische Eisenbahn-Gesellschaft. Voor de bouw ervan werden investeringen van 43 miljoen daalders berekend.
De Keulen-Mindener Eisenbahn-Gesellschaft had zich echter het recht voorbehouden om deze geplande nieuwe verbinding Venlo - Wesel - Münster - Osnabrück - Bremen - Hamburg te verbinden met haar stamlijn Keulen - Minden. De nieuwe lijn takte in Wanne af van de stamlijn. Tijdens de Duits-Franse Oorlog werden grote delen voorlopig in gebruik genomen: op 1 januari 1870 naar Münster, op 1 september 1871 naar Osnabrück en op 15 mei 1873 naar Hemelingen. De lijn werd uiteindelijk voltooid op 1 juni 1874.

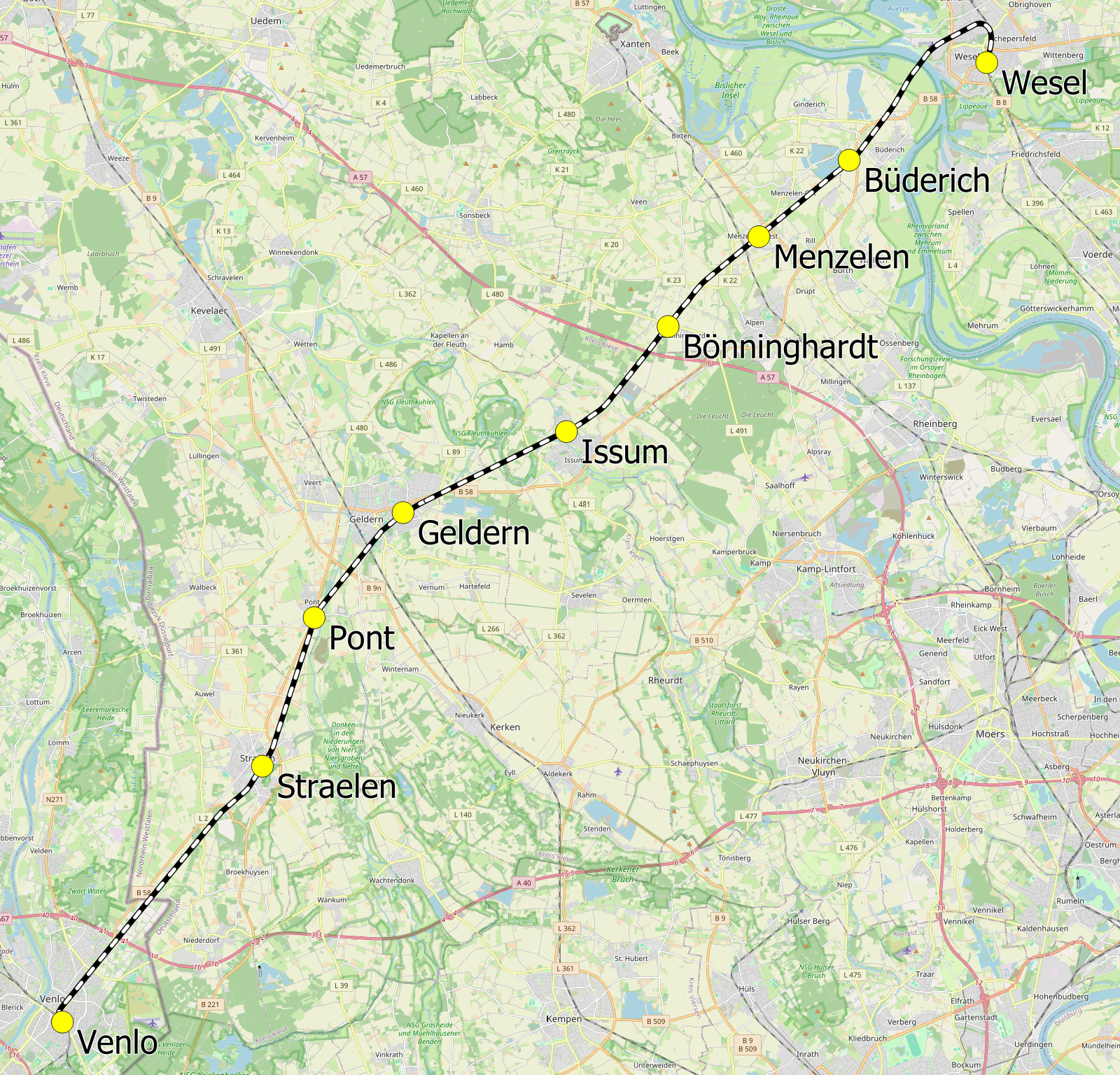
Het tracé tussen Wesel en Venlo met tussenliggende haltes.

Terwijl de bouw nog gaande was begon de aanleg van het eerste deel van het spoor in Haltern richting Venlo en op 1 maart 1874 werd Wesel bereikt. De voltooiing van het laatste deel naar Venlo werd uitgesteld tot 31 december 1874 vanwege de bouw van de nieuwe Rijnrug bij Wesel, op dat moment de langste spoorbrug van Duitsland. Toen al was bekend dat dit deel van de verbinding niet rendabel kon zijn.
Op instigatie van de Nederlandse Spoorwegen werd op 3 oktober 1936 het traject Venlo - Straelen na slechts 62 jaar stilgelegd. Stukje bij beetje werden ook de meeste delen van het resterende traject van Straelen via Wesel naar Haltern buiten dienst gesteld en ontmanteld.
Het gedeelte van Wanne-Eickel Hbf naar Hamburg daarentegen is een van de drukste spoorlijnen in Duitsland en wordt ook wel Rollbahn genoemd.

### Emschertalbahn
De 50 kilometer lange Emscher Valley Railway, gebouwd tussen 1874 en 1878, van Dortmund naar Duisburg-Neumühl via Castrop-Rauxel Zuid, Herne, Wanne-Eickel, Gelsenkirchen-Bismarck, Essen-Karnap en Oberhausen-Osterfeld zuiden, in wezen parallel aan de Emscher. De lijn werd aangelegd om het goederenvervoer van en naar mijnen en hoogovens te verzorgen.

## Locomotieven en wagons
De firma stelde tot 1869 70 cramptonlocomotieven met wielindeling 2'A in dienst voor het reizigerstreinverkeer over hun constant lange trajecten. Ze bereikten topsnelheden tot 112 km/u terwijl ze volledig soepel liepen. Deze machines, vaak ook wel spinnewielen genoemd, hadden slechts één aandrijfas met wielen van bijna twee meter doorsnee en een zeer lange, laaggelegen ketel. Sommige van deze machines werden later omgebouwd tot 1B-machines (één vooras, twee aandrijfassen) met wieldiameters van slechts 1525 mm in de eigen centrale werkplaats in Dortmund.
Voor de steeds zwaarder wordende treinen werden vanaf 1871 1B-gekoppelde machines met wieldiameters van 1981 mm aangeschaft. Deze machines, bekend als "weglopers", hadden een bijzonder lange wielbasis van 5690 mm en een doorhangende ketel. Andere reizigerslocomotieven hadden wielindeling 1B. De 363 goederenlocomotieven hadden wielindeling 1B en C. De tenderlocomotieven hadden zeer verschillende wielindelingen.
In het vrachtverkeer domineerden de 1B gekoppelde locomotieven. Machines met drie aangedreven assen (C) werden vanaf 1865 in kleine aantallen in gebruik genomen. De goederenwagons waren grijs geverfd. De personenrijtuigen waren tweeassige coupéwagens.

## Nationalisatie

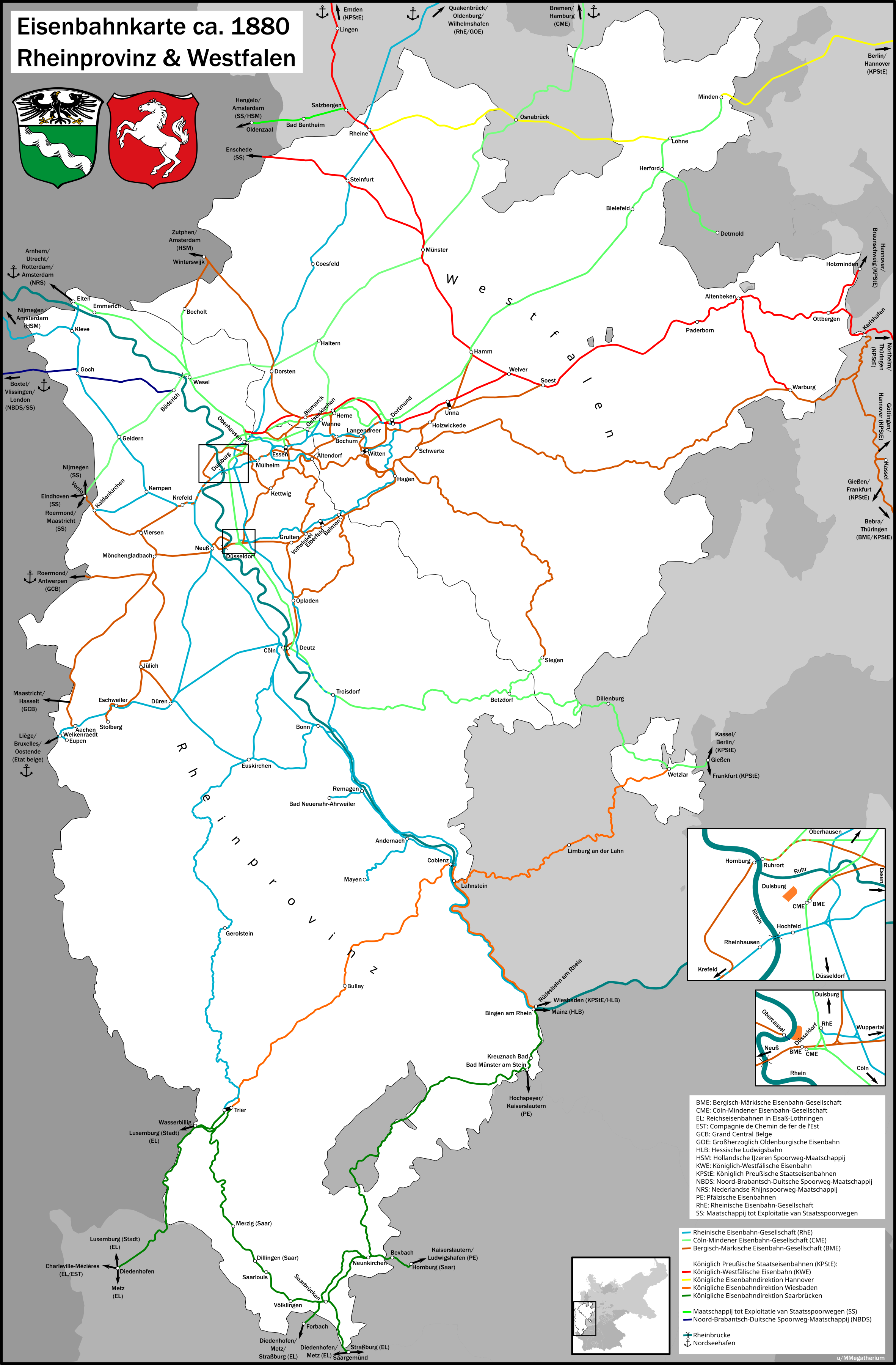
Spoorkaart van de Rijnprovincie en Westfalen (Pruisen) kort voor de nationalisatie door de Pruisische staat

De wet voor de nationalisatie van de spoorlijn Keulen-Minden werd aangekondigd op 20 december 1879. Op dat moment bezat de Pruisische staat al 74 procent van het aandelenkapitaal van het bedrijf. De Koninklijke Directie van de Köln-Minden-spoorlijn naar Keulen van de Pruisische Staatsspoorwegen, die was opgericht voor het beheer en het operationele beheer van de spoorweg, nam met ingang van 1 januari 1879 de operationele leiding over. Op 23 februari 1881 werd deze directie omgedoopt tot Koninklijke Spoorwegdirectie van Keulen op de rechteroever van de Rijn.
Toen het werd genationaliseerd, had de Keulen-Mindener Eisenbahngesellschaft 619 locomotieven en 17.023 wagons. Het exploiteerde een spoorwegnet van 1108 kilometer lang. Hiervan was 467 kilometer dubbel spoor. De aankoopprijs, gefinancierd met staatsobligaties, bedroeg 509.326.500 Duitse mark. Het bedrijf werd op 1 januari 1886 ontbonden.